# Valdeolmillos

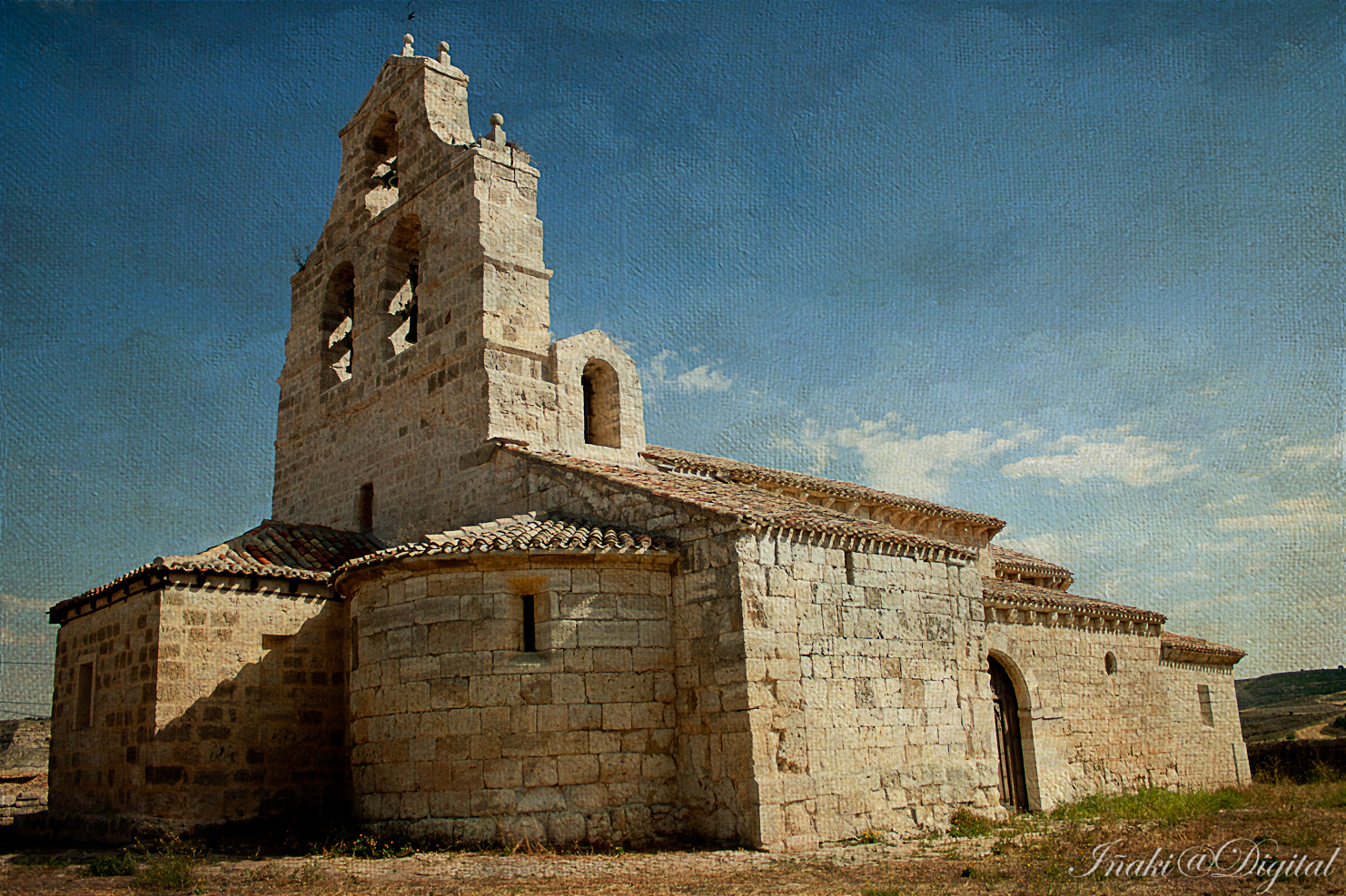
Kerk

Valdeolmillos is een gemeente in de Spaanse provincie Palencia in de regio Castilië en León met een oppervlakte van 20,59 km². Valdeolmillos telt 67 inwoners (1 januari 2016).

## Demografische ontwikkeling
Bron: INE, 1857-2011: volkstellingen